# Nilüfer Belediye Spor Kulübü 2014-2015 (pallavolo)
Questa voce raccoglie le informazioni riguardanti il Nilüfer Belediye Spor Kulübü nella stagione 2014-2015.

## Organigramma societario
Area direttiva
- Presidente: Ali Karamık

Area tecnica
- Allenatore: Nihat Öztürk (fino al 4 marzo 2015), Atay Doğu (dal 4 marzo 2015)
- Secondo allenatore: Suat Yağcıoğlu (fino al 4 marzo 2015), Abdullah Tiryaki (dal 4 marzo 2015)
- Assistente allenatore: Nazif Tepe
- Scoutman: Recep Vatansever

## Rosa
| N° | Nome              | Ruolo | Data di nascita | Nazionalità sportiva |
| -- | ----------------- | ----- | --------------- | -------------------- |
| 1  | Dilek Kınık       | L     | 14 gennaio 1995 | Turchia              |
| 2  | Neslişah Durgun   | C     | 5 ottobre 1993  | Turchia              |
| 3  | Yamila Nizetich   | S     | 27 gennaio 1989 | Argentina            |
| 5  | Selin Yurtsever   | P     | 27 agosto 1996  | Turchia              |
| 6  | Dilara Bilge      | O     | 20 agosto 1990  | Turchia              |
| 7  | Pınar Cankarpusat | C     | 7 marzo 1981    | Turchia              |
| 8  | Seda Menekşe      | O     | 8 luglio 1997   | Turchia              |
| 9  | Gizem Giraygil    | P     | 8 maggio 1986   | Turchia              |
| 10 | Yusleinis Herrera | S     | 12 marzo 1984   | Cuba                 |
| 11 | Buse Kayacan      | L     | 15 luglio 1992  | Turchia              |
| 14 | Ecem Çırpan       | C     | 10 luglio 1996  | Turchia              |
| 15 | Elif Aydın        | L     | 21 maggio 1992  | Turchia              |
| 16 | Cemre Erol        | S     | 18 maggio 1992  | Turchia              |
| 17 | Hristina Ruseva   | C     | 1º ottobre 1991 | Bulgaria             |
| 18 | Cansu Özbay       | P     | 17 ottobre 1996 | Turchia              |

## Mercato
| Acquisti | Acquisti          | Acquisti     | Acquisti   |
| R.       | Nome              | da           | Modalità   |
| -------- | ----------------- | ------------ | ---------- |
| L        | Dilek Kınık       | Beşiktaş     | definitivo |
| S        | Yamila Nizetich   | Beşiktaş     | definitivo |
| P        | Selin Yurtsever   | Salihli      | definitivo |
| O        | Dilara Bilge      | JT Marvelous | definitivo |
| P        | Pınar Cankarpusat | Bursa BB     | definitivo |
| O        | Seda Menekşe      | giovanili    | definitivo |
| P        | Gizem Giraygil    | İdman Ocağı  | definitivo |
| S        | Yusleinis Herrera | Praia Clube  | definitivo |
| L        | Buse Kayacan      | Eczacıbaşı   | definitivo |
| C        | Ecem Çırpan       | giovanili    | definitivo |
| L        | Elif Aydın        | Balıkesir BB | definitivo |
| S        | Cemre Erol        | Halkbank     | definitivo |
| C        | Hristina Ruseva   | LJ           | definitivo |
| P        | Cansu Özbay       | Beşiktaş     | prestito   |

| Cessioni | Cessioni     | Cessioni | Cessioni      |
| R.       | Nome         | a        | Modalità      |
| -------- | ------------ | -------- | ------------- |
| L        | Dilara Bağcı | Nilüfer  | fine prestito |

## Risultati

### Voleybol 1. Ligi

#### Regular season

##### Andata
| 1ª giornata - 25 ottobre 2014 Cengiz Göllü Kapalı Spor Salonu, Bursa         | Nilüfer     | 2 - 3 | Eczacıbaşı | 26-24, 21-25, 27-25, 23-25, 9-15 |
| 2ª giornata - 1 novembre 2014 Anafartalar Spor Salonu, Çanakkale             | Çanakkale   | 0 - 3 | Nilüfer    | 24-26, 24-26, 15-25              |
| 3ª giornata - 4 novembre 2014 Cengiz Göllü Kapalı Spor Salonu, Bursa         | Nilüfer     | 1 - 3 | VakıfBank  | 14-25, 25-18, 20-25, 18-25       |
| 4ª giornata - 8 novembre 2014 Bahçeköy Orman Fakültesi Spor Salonu, Istanbul | Sarıyer     | 3 - 0 | Nilüfer    | 25-22, 25-14, 25-19              |
| 5ª giornata - 15 novembre 2014 Cengiz Göllü Kapalı Spor Salonu, Bursa        | Nilüfer     | 3 - 1 | İlbank     | 25-16, 25-19, 23-25, 25-19       |
| 6ª giornata - 22 novembre 2014 Burhan Felek Spor Salonu, Istanbul            | Galatasaray | 1 - 3 | Nilüfer    | 19-25, 25-21, 22-25, 18-25       |
| 7ª giornata - 29 novembre 2014 Cengiz Göllü Kapalı Spor Salonu, Bursa        | Nilüfer     | 3 - 0 | Yeşilyurt  | 25-12, 25-12, 25-11              |
| 8ª giornata - 2 dicembre 2014 Trabzon 19 Mayıs Spor Salonu, Trebisonda       | İdman Ocağı | 1 - 3 | Nilüfer    | 16-25, 26-24, 22-25, 24-26       |
| 9ª giornata - 5 dicembre 2014 Cengiz Göllü Kapalı Spor Salonu, Bursa         | Nilüfer     | 1 - 3 | Fenerbahçe | 23-25, 22-25, 30-28, 13-25       |
| 10ª giornata - 13 dicembre 2014 Cengiz Göllü Kapalı Spor Salonu, Bursa       | Bursa BB    | 0 - 3 | Nilüfer    | 16-25, 24-26, 14-25              |
| 11ª giornata - 20 dicembre 2014 Cengiz Göllü Kapalı Spor Salonu, Bursa       | Nilüfer     | 3 - 1 | Beşiktaş   | 25-23, 25-19, 21-25, 25-22       |

##### Ritorno
| 12ª giornata - 10 gennaio 2015 Eczacıbaşı Spor Salonu, Istanbul        | Eczacıbaşı | 3 - 0 | Nilüfer     | 25-19, 25-17, 25-19               |
| 13ª giornata - 18 gennaio 2015 Cengiz Göllü Kapalı Spor Salonu, Bursa  | Nilüfer    | 3 - 0 | Çanakkale   | 25-22, 25-23, 25-17               |
| 14ª giornata - 25 gennaio 2015 Burhan Felek Spor Salonu, Istanbul      | VakıfBank  | 3 - 0 | Nilüfer     | 25-10, 25-13, 25-19               |
| 15ª giornata - 1 febbraio 2015 Cengiz Göllü Kapalı Spor Salonu, Bursa  | Nilüfer    | 2 - 3 | Sarıyer     | 18-25, 30-28, 25-13, 23-25, 13-15 |
| 16ª giornata - 8 febbraio 2015 Başkent Voleybol Salonu, Ankara         | İlbank     | 3 - 1 | Nilüfer     | 25-19, 26-24, 22-25, 25-22        |
| 17ª giornata - 15 febbraio 2015 Cengiz Göllü Kapalı Spor Salonu, Bursa | Nilüfer    | 0 - 3 | Galatasaray | 26-28, 19-25, 21-25               |
| 18ª giornata - 22 febbraio 2015 Yeşilyurt Spor Salonu, Istanbul        | Yeşilyurt  | 2 - 3 | Nilüfer     | 14-25, 29-27, 29-27, 14-25, 13-15 |
| 19ª giornata - 1 marzo 2015 Cengiz Göllü Kapalı Spor Salonu, Bursa     | Nilüfer    | 1 - 3 | İdman Ocağı | 25-21, 23-25, 20-25, 19-25        |
| 20ª giornata - 8 marzo 2015 Burhan Felek Spor Salonu, Istanbul         | Fenerbahçe | 3 - 0 | Nilüfer     | 25-19, 25-19, 25-20               |
| 21ª giornata - 15 marzo 2015 Cengiz Göllü Kapalı Spor Salonu, Bursa    | Nilüfer    | 2 - 3 | Bursa BB    | 25-20, 22-25, 25-16, 19-25, 10-15 |
| 22ª giornata - 22 marzo 2015 BJK Akatlar Arena, Istanbul               | Beşiktaş   | 2 - 3 | Nilüfer     | 23-25, 25-14, 18-25, 25-17, 8-15  |

#### Play-off scudetto
| Quarti di finale (gara 1) - 15 aprile 2015 Cengiz Göllü Kapalı Spor Salonu, Bursa | Nilüfer     | 0 - 3 | Galatasaray | 22-25, 18-25, 8-25         |
| Quarti di finale (gara 2) - 18 aprile 2015 Burhan Felek Spor Salonu, Istanbul     | Galatasaray | 3 - 1 | Nilüfer     | 23-25, 25-16, 25-17, 25-19 |

#### Play-off 5º posto
| Final four (gara 1) - 24 aprile 2015 Antalya Atatürk Spor Salonu, Antalya | Nilüfer     | 2 - 3 | İdman Ocağı | 25-23, 17-25, 16-25, 25-22, 6-15  |
| Final four (gara 2) - 25 aprile 2015 Antalya Atatürk Spor Salonu, Antalya | Sarıyer     | 3 - 2 | Nilüfer     | 25-12, 21-25, 19-25, 25-19, 15-11 |
| Final four (gara 3) - 26 aprile 2015 Antalya Atatürk Spor Salonu, Antalya | Nilüfer     | 1 - 3 | Bursa BB    | 19-25, 21-25, 31-29, 13-25        |
| Final four (gara 4) - 1 maggio 2015 Antalya Atatürk Spor Salonu, Antalya  | Bursa BB    | 2 - 3 | Nilüfer     | 25-22, 25-22, 18-25, 23-25, 14-16 |
| Final four (gara 5) - 2 maggio 2015 Antalya Atatürk Spor Salonu, Antalya  | Nilüfer     | 3 - 0 | Sarıyer     | 25-23, 25-23, 25-19               |
| Final four (gara 6) - 3 maggio 2015 Antalya Atatürk Spor Salonu, Antalya  | İdman Ocağı | 1 - 3 | Nilüfer     | 25-23, 21-25, 18-25, 21-25        |

## Statistiche

### Statistiche di squadra
| Competizione     | Punti | In casa | In casa | In casa | In trasferta | In trasferta | In trasferta | Totale | Totale | Totale |
| Competizione     | Punti | G       | V       | P       | G            | V            | P            | G      | V      | P      |
| ---------------- | ----- | ------- | ------- | ------- | ------------ | ------------ | ------------ | ------ | ------ | ------ |
| Voleybol 1. Ligi | 32,3  | 15      | 5       | 10      | 15           | 8            | 7            | 30     | 13     | 17     |
| Totale           | -     | 15      | 5       | 10      | 15           | 8            | 7            | 30     | 13     | 17     |

G = partite giocate; V = partite vinte; P = partite perse

### Statistiche dei giocatori
| Giocatore      | Campionato | Campionato | Campionato | Campionato | Campionato | Totale | Totale | Totale | Totale | Totale |
| Giocatore      | P          | PT         | AV         | MV         | BV         | P      | PT     | AV     | MV     | BV     |
| -------------- | ---------- | ---------- | ---------- | ---------- | ---------- | ------ | ------ | ------ | ------ | ------ |
| E. Aydın       | 5          | 3          | 1          | 0          | 2          | 5      | 3      | 1      | 0      | 2      |
| D. Bilge       | 28         | 175        | 141        | 27         | 7          | 28     | 175    | 141    | 27     | 7      |
| P. Cankarpusat | 28         | 126        | 62         | 36         | 28         | 28     | 126    | 62     | 36     | 28     |
| E. Çırpan      | 1          | 1          | 0          | 1          | 0          | 1      | 1      | 0      | 1      | 0      |
| N. Durgun      | 29         | 63         | 31         | 21         | 11         | 29     | 63     | 31     | 21     | 11     |
| C. Erol        | 29         | 140        | 106        | 27         | 7          | 29     | 140    | 106    | 27     | 7      |
| G. Giraygil    | 13         | 33         | 10         | 17         | 6          | 13     | 33     | 10     | 17     | 6      |
| Y. Herrera     | 30         | 559        | 482        | 41         | 36         | 30     | 559    | 482    | 41     | 36     |
| B. Kayacan     | 30         | 1          | 0          | 1          | 0          | 30     | 1      | 0      | 1      | 0      |
| D. Kınık       | 23         | 3          | 3          | 0          | 0          | 23     | 3      | 3      | 0      | 0      |
| S. Menekşe     | 4          | 1          | 1          | 0          | 0          | 4      | 1      | 1      | 0      | 0      |
| Y. Nizetich    | 30         | 382        | 321        | 25         | 36         | 30     | 382    | 321    | 25     | 36     |
| C. Özbay       | 15         | 56         | 26         | 13         | 17         | 15     | 56     | 26     | 13     | 17     |
| H. Ruseva      | 30         | 304        | 187        | 110        | 7          | 30     | 304    | 187    | 110    | 7      |
| S. Yurtsever   | 25         | 12         | 3          | 5          | 4          | 25     | 12     | 3      | 5      | 4      |

P = presenze; PT = punti totali; AV = attacchi vincenti; MV = muri vincenti; BV = battute vincenti